# ホールド・オン・タイト
「ホールド・オン・タイト」 (Hold On Tight ) は、エレクトリック・ライト・オーケストラが1981年に発表した楽曲。

## 概要
軽快なギター・ピアノ・ロック。アルバム「タイム」から最初にシングルカットされて大ヒットになった。
この曲は元々、「タイム」に収録される予定ではなく、所属レコード会社ジェット・レコードからの「ニューアルバムには、次の『ドント・ブリング・ミー・ダウン』となるようなヒット曲を必ず収録するように」という強う要望に応える形で、アルバム完成後に急遽ジェフが書き下ろして追加したものである。
本アルバムでのリンの意向に沿った曲ではないため、プロデューサー ジェフ・リンとしては完成したコンセプトアルバムのどこにこの曲を入れたらいいのか相当悩み、アルバムの最後に唐突に始まるような形で入れることにした（当初の「タイム」のエンディングについては、「21世紀の男」の後に「エピローグ」につながっていたという説や、この２曲の間に「バウンサー」が挟まれていたという説などがある）。
「タイム」は、クレジットによれば全曲がミュージックランド・スタジオで録音されたことになっているが、前述のような経緯により「ホールド・オン・タイト」のレコーディングは米ロスアンゼルスでなされた（このときエンジニアを務めたのが、後にアルバム「シークレット・メッセージ」でメインのエンジニアを務めるビル・ボトレルだった）。
当初ジェフは、レコード会社の圧力に負けてこの曲をアルバムに無理矢理入れたことに対し、かなり不満を持っていたようだが、結果的に前向きな曲でコンセプトアルバムのストーリーが完結することとなったことや、また曲も目論見通りヒットしたことから、現在は一応納得していると言われている。また、2000年に発売されたCD3枚組ベストアルバム「フラッシュバック」のコメントではこの曲を好きな曲であるとしている。
ライヴでは80年代の定番曲となったが、2001年の再結成以降は演奏されていない。

## MV
この曲のミュージックビデオは、制作予算が4万ポンドで、当時の欧米の音楽業界では史上最高額となった。
ほぼ全編白黒で、40年代の連続活劇風の映画にメンバーの演奏シーンが挟まれた、映画の予告編のような作りになっている。
なぜか日本語の字幕が挿入されているが、カタカナの「オ」の字画が１画、余計に多かったり、ひらがなの「け」を左右２つに割ってしまっていたり、そもそも文章が述語のない名詞節だけなので、日本人が見てもよくわからないことになっている。
この日本語字幕の文言である「ビジュアルアートにおけるニュー・パイアレットたち」「オーストラリア生れの」はどちらも、「ハイファッション」1981年8月号（文化出版局刊・隔月刊。81年6月28日発売）中、「Hi Fashion Eyes」コーナーの記事うちの1本から引かれた可能性が高い。
記事（文：島田政江）は、現在、映画監督として知られるラッセル・マルケイを、当時注目を集めるミュージックビデオのディレクターとして紹介する内容。「ビジュアルアートにおけるニュー・パイアレットたち」は記事のタイトルであり、また、見出しの一部に「オーストラリア生れのディレクター，ラッセル・マッケイ［ママ］」との1行がある。
なお、「ホールド・オン・タイト」のMVのディレクターは、「ディスカバリー」の全曲MVなどを担当してきたマイク・マンスフィールドであり、ラッセル・マルケイの関与は確認できない。

## その他
- この曲の3番の歌詞は、1番をフランス語に直訳したもの。